# Isabel Iacona

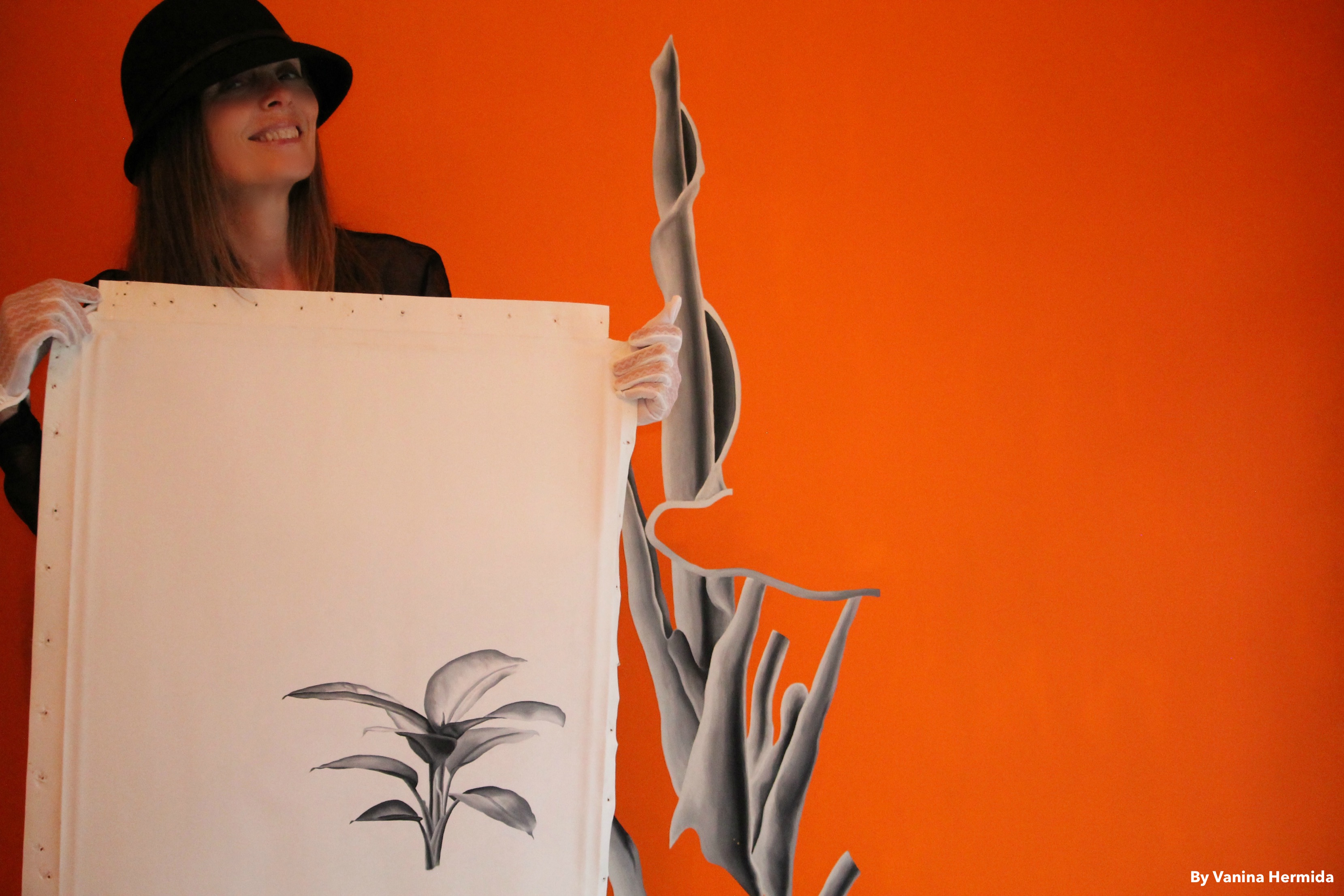
ISABEL IACONA Reflections, 2016 (tranh nền). Difenbacchia, 2003 (tranh trước)

Isabel Iacona (sinh tại Buenos Aires, 1955) là một nghệ sĩ người Argentina nổi tiếng với những bức tranh chi tiết về những bông hoa mở rộng và chân dung pop của người và thú cưng. Cô sử dụng một số phương tiện: dầu trên vải, kỹ thuật hỗn hợp, màu nước và bản vẽ. Các tác phẩm của cô đã được đưa vào hoạt động ở châu Âu và châu Mỹ và cô đã sống ở một số quốc gia.

## Tuổi thơ và giáo dục
Khi còn nhỏ, Iacona đã học vẽ với nghệ sĩ người Argentina không chính thức Enrique Barilari, một người bạn của cha cô. Cha cô ấy làm việc cho một công ty vận chuyển có nghĩa là gia đình di chuyển rất nhiều. Sau đó, cô được cố vấn bởi Leopoldo Presas, một thành viên của Academia Nacional de Bellas Artes de Argentina (Học viện Mỹ thuật Quốc gia) và Chủ tịch của Sociedad Argentina de Artistas Plásticos. Cô cũng học cùng Julio Güero, Maria Luisa Manasero và Ana Eckell, người đại diện cho Argentina tại 1997 Venice Biennale. Cô đã hoàn thành chương trình giáo dục tại trường Northlands và có bằng đại học tại Trường Mỹ thuật Santa Ana ở Buenos Aires vào năm 1980. Sau đó, Iacona theo học tại Sorbonne ở Paris.

## Nghề nghiệp
Trong những năm 80, Iacona chuyển đến Punta del Este, Uruguay, nơi cô làm việc như một nhà thiết kế cảnh quan chuyên nghiệp lên kế hoạch và thiết kế các khu vườn và công viên. Điều này sau đó trở thành nền tảng của nghệ thuật hoa của cô. Cô ấy sẽ làm việc vào ban ngày, và vẽ vào ban đêm. Những bông hoa của cô là một tổng hợp của những gì cô nhìn thấy, chứ không phải là biểu hiện quang học của các đối tượng của cô.
Vào cuối những năm 80, Iacona quay trở lại Argentina, nơi cô bắt đầu trưng bày những bức tranh của mình trong các phòng trưng bày ở Buenos Aires. Cô cũng tham gia vào cuộc thi Biên giới nghệ thuật (de CateC) Comnicación (CAYC) do nhà phê bình nghệ thuật Jorge Glusberg tổ chức. Vào năm 1990, Bảo tàng người Argentina Nacional de Arte Decorativo đã chọn một trong những tác phẩm của cô, Sunset Flowers, làm một món quà cho Trung Quốc. Nó trở thành một trong những tác phẩm đầu tiên của một nghệ sĩ người Argentina trong bộ sưu tập của Trung tâm nghệ thuật Hàng Châu.
Năm 1992, cô chuyển đến Kinsale, Ireland để tham gia một triển lãm tập thể dẫn đến một năm làm việc ở đó. Năm 1993, cô chuyển đến Paris để thực hiện các tác phẩm nghệ thuật hoa của mình và vẽ chân dung. Công việc của cô sau đó đưa cô đến Mỹ, nơi cô lần đầu tiên sống ở Austin, Texas, nơi cô làm việc trong một công việc cụ thể tại địa điểm cho một nhà nguyện Công giáo. Sau Austin, cô dành hai năm ở New Orleans, trước khi chuyển đến New York vào năm 1996, nơi cô tiếp tục làm việc cho đến năm 1999. Năm 1998, một trong những tác phẩm của cô đã được chọn để tham gia vào Salón Nacional de Artes Plásticas tại Palais de Glace, Buenos Aires. Năm đó, triển lãm được tổ chức tại thành phố Paraná, Entre Ríos.